# Ciprià Císcar Casaban
Ciprià Císcar i Casabàn (Picanya, 22 de desembre de 1946) és un advocat i polític valencià.

## Biografia
Es llicencià en dret a la Universitat de València, on fou cap del Sindicat Democràtic d'Estudiants Universitaris de València i militant del Partit Socialista Valencià el 1966. El 1974 es va integrar en el PSPV i quan aquest partit es va integrar en el PSOE, hi continuà. És germà de la també política Consuelo Císcar, militant del Partit Popular.
Va ser alcalde de Picanya durant els anys de la transició. L'any 1976 guanyà les eleccions municipals presentant-se per la Junta Democràtica del País Valencià, sent l'únic alcalde de la junta a la província. Fou acceptat pel moviment franquista tot i no ser secretari local del Movimiento Nacional, com es requeria aleshores.
El poble de Picanya a proposta del seu consistori fou la primera localitat valenciana a sol·licitar l'Estatut d'Autonomia (simultàniament amb Bellreguard), pel País Valencià el 25 d'abril de 1977 i ho feu per la via de l'article 151; també va ser el primer poble en tindre una plaça del País Valencià, que va ser inaugurada pel president del Consell del País Valencià, Josep Lluís Albinyana.; la petició de l'Estatut d'Autonomia feu que el Consell del País Valencià el 17 de juliol de 1978 concedira al poble de Picanya el tractament d’“Honorable Vila”.
Fou conseller de Cultura i Educació de la Generalitat Valenciana (1981-1989) i diputat a les Corts Valencianes (1983-1989). Després ha estat diputat del Grup Parlamentari Socialista al Congrés des de 1993. Diputat de la IV, V, VI, VII, VIII, IX i X Legislatures, secretari federal d'organització del PSOE (1994-2000), sota l'últim mandat de Felipe González (1994-1996) i l'únic de Joaquín Almunia (1996-2000) com Secretaris Generals del PSOE. L'any 2019 va anunciar la seva retirada de la vida política.
Va rebre el Premi Valencià de l'Any de la Fundació Huguet de 1984 per l'aprovació de la Llei d'Ús i Ensenyament del Valencià l'any anterior, al llarg de la seva etapa com a conseller de Cultura i Educació.

## Activitat professional
- Adscrit de la Comissió Constitucional.
- Vocal de la Comissió de Cultura.
- Vocal de la Comissió de Reglament.
- Vocal de la Comissió de Cooperació Internacional per al Desenvolupament.
- President de la Comissió no Permanent per a les polítiques integrals de la discapacitat.
- Vocal de la delegació espanyola en el Grup d'Amistat amb la Cambra de Diputats de la República Italiana.